# Phalloceros caudimaculatus
Phalloceros caudimaculatus è un pesce d'acqua dolce appartenente alla famiglia Poeciliidae.

## Distribuzione e habitat
Questa specie è originaria del Sudamerica, da Rio de Janeiro in Brasile all'Argentina e all'Uruguay, anche se è stata inserita in molti luoghi umidi del mondo per tenere sotto controllo le zanzare portatitrici di malaria. Uno dei luoghi dove è stata inserita è l'area metropolitana della città di Perth in Australia.

## Descrizione
Presenta un corpo allungato, compresso ai fianchi, con profili dorsale e anale poco pronunciati. Il peduncolo caudale è lungo e tozzo, le pinne sono ampie e arrotondate. Il maschio è più esile e piccolo della femmina, che ha un corpo più robusto, e sono dotati di un grande gonopodio. La livrea è varia per ogni individuo, con un fondo giallo rosato semitrasparente e una moltitudine di piccole chiazze nero velluto sparse su corpo e pinne, che sono giallo-trasparenti.

I maschi raggiungono una lunghezza massima di 3,5 cm, le femmine di 6 cm.

## Riproduzione
Come per gli altri pecilidi, la fecondazione avviene internamente grazie all'organo riproduttore del maschio (gonopodio). La femmina partorisce da 10 a 50 piccoli vivi dopo una gestazione di 24 giorni. Non vi sono cure parentali, i genitori tendono a cibarsi anche dei propri avannotti.

## Alimentazione
P. caudimaculatus ha dieta onnivora: si nutre di alghe, insetti, piccoli pesci.

## Acquariofilia
Seppur non molto diffusa, questa specie è allevata per la facilità di sopravvivenza e di riproduzione in acquario.